# Uele (distrikt)
Uele var ett distrikt i Kongostaten och Belgiska Kongo 1895–1913 och 1932–1955 samt en provins i Kongo-Léopoldville 1962–1966. Sedan 1966, liksom under de tidigare mellanperioderna, har det varit uppdelat i Bas-Uele och Haut-Uele.
Huvudorten under den första perioden var först Djabir och sedan Niangara. Till 1903 var distriktet indelat i fyra zoner:
- Rubi-Uele, huvudort Djabir med militärdomstol, medicinsk station och notariat.
- Uere-Bomu, huvudort Uere med militärdomstol, medicinsk station och notariat.
- Makua, huvudort Niangara med militärdomstol, folkbokföringskontor, medicinsk station och notariat.
- Makrakra, huvudort Vankerckhovenville eller Surur med militärdomstol och notariat.

Från 1903 fanns fem zoner:
- Uele-Bili, huvudort Bomokandi
- Gurba-Dungu, huvudort Dungu
- Rubi, huvudort Buta
- Bomokandi, huvudort Nala
- Lado, huvudort Lado

Det återbildade distriktet hade Buta som huvudort. Provinsens huvudstad var Paulis.